# Dysstroma fulvipennis
Dysstroma fulvipennis är en fjärilsart som beskrevs av George Francis Hampson 1902. Dysstroma fulvipennis ingår i släktet Dysstroma och familjen mätare. Inga underarter finns listade i Catalogue of Life.